# أناركية تمردية

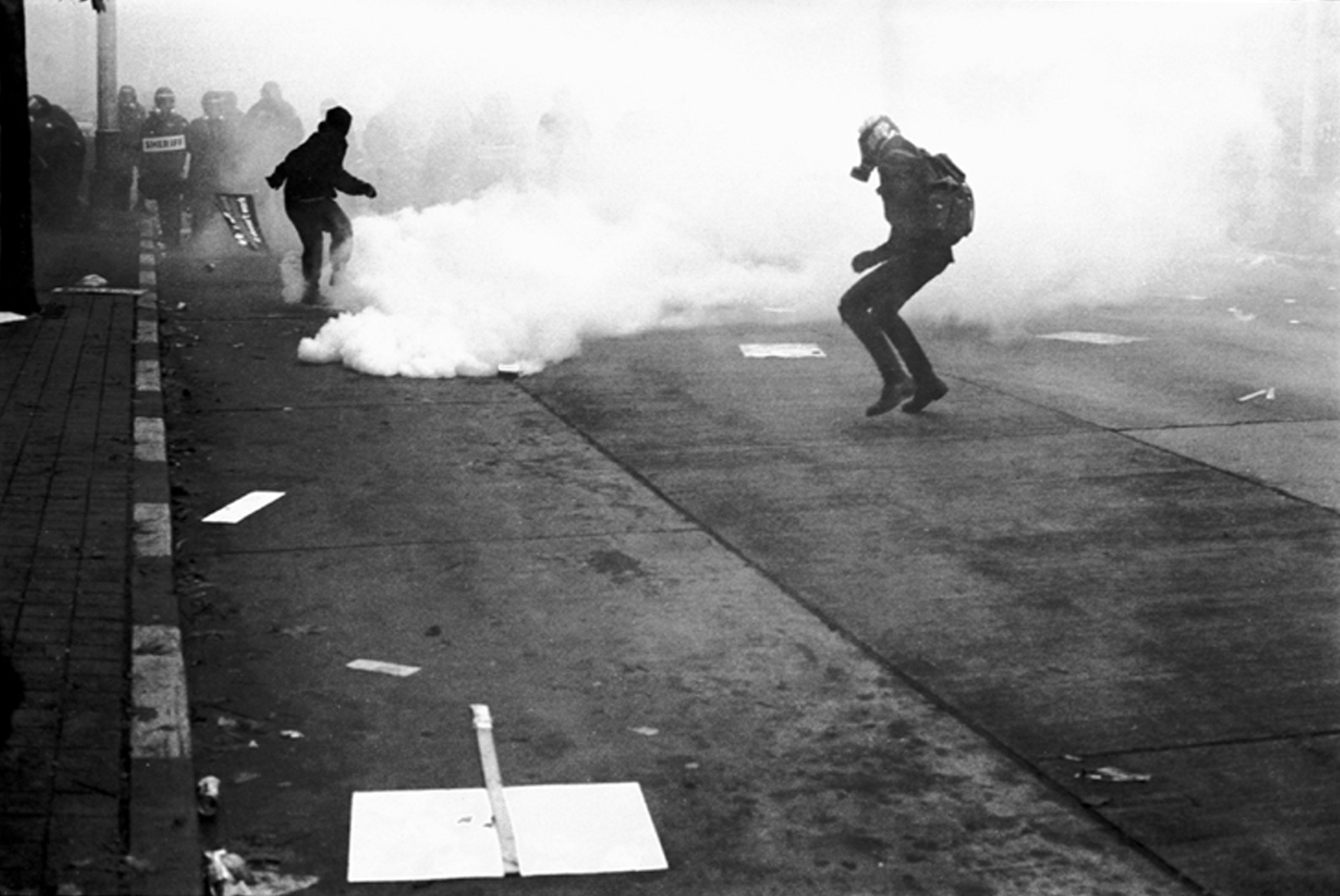

الأناركية التمردية أو اللاسلطوية التمردية (بالإنجليزية: Insurrectionary anarchism)‏ هي نظرية ثورية، وممارسة وتوجه داخل الحركة الأناركية، تؤكد على التمرد في الممارسة الأناركية. ينتقد هذا التوجه من الأناركية المؤسساتُ الرسمية مثل اتحاد العمال والفيدراليات المبنية على برامج سياسية ومجالس عمومية دورية. تدافع الأناركية التمردية عن المؤسسات غير الرسمية المبنية على الجماعات المتجانسة. يرى الأناركي المتمرد القيمة في الهجوم وصراع الطبقات الاجتماعية المستمر، ورفض التفاوض أو التسويات مع طبقات الأعداء.

## الأصول والتطور

### القرن التاسع عشر
هناك فرداني مؤثر للتمرد في كتاب ماكس شتيرنر، الأنا وذاتها منذ 1844، وفيه يشرح:
لا يجب النظر إلى الثورة والتمرد على أنهما مترادفان. ينشأ التمرد من قلب الطاولة على الأحوال الراسخة والوضع الراهن، سواءً الدولة أو المجتمع، وبالتالي فإن التمرد فعل سياسي أو اجتماعي. الثورة نتيجة حتمية لا مفر منها للتمرد، نتيجة انقلاب الأحوال، وبالتالي لا تنشأ من التمرد وحده، ولكنها تنشأ من انزعاج الرجال من أنفسهم، إنها ليست انتفاضة مسلحة، ولكنها انتفاضة أفراد، نهوض، بغض النظر عن الترتيبات التي تنشأ منها. تهدف الثورة إلى بناء ترتيبات جديدة، لا يؤدي التمرد إلى الحفاظ على أي ترتيبات، ولكن يدعونا لترتيب أنفسنا، ولا يلقي أي آمال على «المؤسسات». إنه ليس حربًا على الراهن، لأنه إذا ازدهر، ينهار الراهن من تلقاء ذاته، إنه عملي خارج إطار الراهن. إذا تركت الوضع الراهن، سيكون ميتًا وينحل تلقائيًا. وبالتالي فلا أهدف للإطاحة بالوضع الراهن، ولكن الارتقاء عليه، فإن غرضي ليس سياسيًا ولا اجتماعيًا، ولكنه (لأنه يوجه لنفسي فقط) غرض أناني.
ميخائيل باكونين «كان شخصًا مهمًا من الناحية التاريخية لتطوير الأناركية، وتركيز جهودها على التمرد. على عكس ماركس، الذي بنى الدعم في جمعية الشغيلة العالمية (الأممية الأولى) ، عمل باكونين على بناء الدعم للعمل التنسيقي خلال التمرد الذاتي في القاعدة، خاصة في جنوب أوروبا. ولهذا السبب تركز الأناركيون المتمردون في زمن باكونين في جنوب أوروبا.» في مؤتمر بيرن للأممية الأولى في 1876، طرح الأناركي الإيطالي إريكو مالاتيستا أن الثورة «تتكون من أفعال لا كلمات»، وأن الفعل يتفوق على البروباغاندا. صرّح في بيان فيدرالية جورا: «تعتقد الفيدرالية الإيطالية أن الحقيقة التمردية، مقصود بها تحقيق المبادئ الاشتراكية بالعمل، وهي الوسيلة الأكثر فعالية للبروباغاندا.»
نشأت الشيوعية الأناركية في منتصف القرن التاسع عشر، ولها باع طويل في الجدال مع اللاسلطوية الجمعية، وخلاف عام مع الحركة الأناركية حول المشاركة في الحياة النقابية، وخلافات مع الحركات العمالية حول قضايا أخرى. لذلك «في النظرية الثورية» للشيوعية الأناركية، كما يوضحها بيوتر كروبوتكين وغيره «إنها انتفاضة الشعب، الفاعل الحقيقي، وليس الطبقة العمالية المنظمة في الهيئات (خلايا أنماط الإنتاج الرأسمالية) وسعيهم لإثبات أنفسهم كقوة عاملة، بوصفهم هيكلًا صناعيًا «عقلانيًا» أو عقلًا اجتماعيًا (يجيد الإدارة) عن الرؤساء.»
ولذلك بين عامي 1880 و1890، بالنسبة «لوجهة نظر الثورة الباطنية»، التي «تعارضت مع حركة العمال الرسمية، التي كانت في طريقها للتكون (تعميم الديمقراطية الاجتماعية العامة). فهي لا تعارض الصراعات السياسية (النظامية) فقط، ولكنها تعارض الاضرابات المطالبة بزيادة الأجور أو المطالب الأخرى على هذه الشاكلة، أو أي احتجاجات مدفوعة باتحادات تجارية.» ولكنهم «لم يعارضوا فكرة الاضراب نفسها، بل عارضوا الاتحادات التجارية والنضال من أجل ثماني ساعات عمل يوميًا. صاحب هذا التوجه المناهض للإصلاح آخر مناهض للمؤسسات، صرّح أنصاره دعمهم للثورة بين العاطلين عن العمل لمصادرة المواد الغذائية وغيرها من المؤن، والإضرابات المطالبة بنزع الملكية، وفي بعض الحالات (الاستعادة الفردية) أو أعمال الإرهاب.»

### حركة النارودنكس والشعبوية الروسية
حركة النارودنكس حركة واعية سياسيًا نشأت في الطبقة الوسطى الروسية في ستينيات وسبعينيات القرن التاسع عشر، وانضم بعضهم إلى الموجة الثورية ضد القيصرية. تُعرف إيديولوجيتهم بالـ«شعبوية». من الشعارات المستخدمة في الحركة النارودنكسية شعار «الرجوع للشعب». كانت حركة النارودنكس بداية فكرية وسياسية للثورية الاشتراكية التي كان لها تأثير عميق في تاريخ روسيا في القرن العشرين.
احتوى برنامج نارودنايا فوليا على المطالب التالية: الدعوة لجمعية تأسيسية (لصياغة الدستور)، وتقديم حق التصويت لكافة الشعب، وتمثيل دائم للشعب، وحرية التعبير، وحرية الصحافة، وحرية التجمع، وحكومة شيوعية ذاتية، واستبدال الجيش النظامي بالقوات الشعبية، ونقل ملكية الأراضي للشعب، ونقل إدارة المصانع تدريجيًا للعمال، وضمان حق تقرير المصير للشعب المقموع في الإمبراطورية الروسية. كان برنامج نارودنايا فوليا مزيجًا بين الإصلاحات الاجتماعية والديمقراطية. اختلفت نارودنايا فوليا عن المنظمة الأم، حركة النارودنكس زيملا فوليا، واعتقد أعضاؤها أنه من المستحيل القيام بثورة اجتماعية دون ثورة سياسية، فلن يتمكن العبيد من الاستحواذ على ملكية الأراضي دون تغيير الحكومة الأوتوقراطية.
كان تكوين أول حزب روسي ثوري أول استجابة على هذا القمع، نارودنايا فوليا «إرادة الشعب»، في يونيو من عام 1879. فضّل هذا الحزب استخدام إرهاب التنظيمات السرية في محاولة لزعزعة استقرار الإمبراطورية الروسية بالعنف، وكان تبرير العنف لديهم بأنه «وسيلة لممارسة الضغوط على الحكومة للإصلاح، أو الشعلة التي ستلهب الانتفاضات القادمة، أو استجابة لا مفر منها لاستخدام النظام للعنف ضد الثوريين». صاغت المجموعة أفكارًا مثل القتل المستهدف لـ«قادة القمع»، وأصبحت دعامة موجات العنف التالية من مجموعات صغيرة غير تابعة للدولة، واقتنعوا أن التكنولوجيا المتطورة في عصرهم -مثل اختراع الديناميت الذي كانت أول مجموعة أناركية تستخدمه- مكنهم من الهجوم مباشرة وبدقة. استلهمت المجموعة فلسفتها من سيرجي نيتشايف، ومنظّر «البروباغاندا بالفعل» كارلو بيسكاني.
فشلت محاولة إقناع العبيد للإطاحة بالقيصر؛ بسبب تقديس العبيد للقيصر والظن الخاطئ بأنه «في صفهم». تحولت حركة حركة النارودنكس لممارسة الإرهاب؛ فقد اعتقدت الحركة أن العبيد يجب أن يقتنعوا أن القيصر ليس إلهًا خارقًا للطبيعة، ويمكن قتله. سُميت هذه النظرية «النضال المباشر»، وكان المقصود «إظهار غير منقطع لإمكانية النضال ضد الحكومة، ورفع الروح الثورية بهذه الطريقة وإيمان الشعب بنجاح القضية، وتنظيم القادرين على القيام بها». نجح التنظيم في 1 مارس عام 1881 في اغتيال ألكسندر الثاني قيصر روسيا. اشتعل هذا الفعل على المستوى السياسي، فقد رُعب العبيد من حادثة القتل، وشنقت الحكومة كثيرين من أعضاء نارودنايا فوليا، وتركت المجموعة بلا تنظيم فعال.

### اللامشروعية والبروباغاندا بالفعل
بعدما قرر بيوتر كروبوتكين الدخول للاتحادات العمالية مع آخرين بعد تحفاظاتهم الأولى، ظلوا في معسكر «الشيوعية الأناركية المناهضة للنقابات»، التي تجمعت في فرنسا حول سيباستيان فور تحت اسم «الأحرار». اشترك نظراء التيار الشيوعي الأناركي المناهض للنقابات وأصبحوا أعضاءً في حملات الإرهاب الاقتصادي و«الاستيلاء» غير الشرعي. نشأت اللامشروعية بوصفها ممارسة وخلالها «أفعال التفخيخ والاغتيال («البروباغاندا بالفعل») ولصوص الأناركية («الاسترداد الفردي») عبّروا عن يأسهم ورفضهم الشخصي العنيف للمجتمع الذي لا يُطاق. فقد أرادوا أن يشكلوا نموذجًا وحذوة للثورة».
في إبريل 1919، أُرسل 36 فخًا ملغمًا على الأقل إلى قطاع من السياسيين، منهم النائب العام للولايات المتحدة، ومسؤولي العدالة، ومحرري الصحف، ورجال الأعمال، ومنهم جون دافيسون روكفلر. استهدفت واحدة من 8 قنابل موجهة للمسؤولين رفيعي المستوى، المسؤول الميداني في مقر مكتب التحقيقات في قسم العدالة رايمي ويستون فينش، المنوط به التحقيق بشأن الغاليانيين، فقد اعتقل اثنين من الغاليانيين البرازين في عام 1918، أثناء قيادته لغارة على مقرات نشر كورناكا سوفيرسيفا.
كانت تلك الحوادث فردية بصورة كبيرة، ولكنها اعتُبرت أفعالًا تمردية على المدى البعيد، فزادت احتمالية إشعال التمرد في صفوف الجماهير مؤدية للثورة. كان مؤيدو هذه التخطيطات من النشطاء هم جوهان موست ولويجي غالياني وفيكتور سيرجي وسيفيرينو دي غيوفاني. ازدهرت تلك الميول في الأرجنتين في نهاية عشرينيات القرن العشرين ومنتصف الثلاثينيات، كانت تلك السنوات عبارة عن سنوات نكوص وتراجع لحركة كانت قوية ذات يوم، وكان هذا حدث مؤسف، بالرغم من كونه بطوليًا، لحركة متحللة.»
كتب الإيطالي غيوسبي شيانكابيلا (1872-1904) في «تنظيم أغسطس» قائلًا «ليس لدينا برامج تنظيمية، وبالتالي لا نريد تنظيمًا. ولأننا حققنا هدفنا، فإننا نترك كل أناركي حرًا لتحقيق مبتغانا بالوسيلة التي يراها مناسبة، طبقًا لما يمليه عليه تعليمه وروحه القتالية وفكره ومزاجه. إننا لا نكون برامجًا ثابتة أو أحزابًا صغيرة. ولكننا نجتمع عفويًا، وليس لدينا شروط دائمة، طبقًا للغايات المشتركة للجماعة، ونغير الجماعة بمجرد تغير الغاية، وتنشأ بالتالي غايات واحتياجات أخرى، وتتطور فينا وتدفعنا للسعي نحو التآلف مع الأشخاص الذين يفكرون مثلنا تحت ظروف معينة.» ويقول أيضًا: «لا نعارض المنظمين. سيستمرون، إذا أرادوا، في خططهم. فهي إذا لم تسبب لهم الخير الكثير لن تسبب لهم كثيرًا من الأذى. لكن يبدو لي أنهم يبالغون في إدراجنا في القوائم السوداء والتحذير منا بصفتنا متوحشين أو حالمين نظريين.»
يوضح مقال في المجلة الأناركية الاقتصادية «افعل أو الق حتفك»، «هذه مناظرة مستمرة ومازالت جارية في دوائر الأناركية التمردية، دافع رينزو نوفاترو عن الثورة الفردية، وإريكو مالاتيستا عن النضال الاجتماعي، بينما اعتقد ليوغي غالياني بعدم وجود تعارض بينهما.»

### مقاربات معاصرة
نشأت تلك الأفكار لدى جوي بلاك في السياق المعاصر «في الظروف الخاصة لفترة ما بعد الحرب في إيطاليا واليونان». «كانت هناك احتمالية حقيقية للثورة في كلا البلدين بعد الحرب العالمية الثانية.» «عانت اليونان من تاريخ طويل لعقود مع الديكتاتوريات العسكرية واستمر الحزب الشيوعي في النضال في إيطاليا. نشأت الأيديولوجية التمردية حديثًا لتكون عضوًا أيديولوجيًا جديدًا من الأيدولوجيات الاشتراكية، مخاطبة هذه الظروف الخاصة.» لم ينسب هذا التوجه لنفسه في إيطاليا انتمائه للفيدرالية الأناركية الإيطالية ولا البرنامجية (المجموعات الأناركية للتحرك البروليتاري)، وبدأت في التشكل على هيئة مجموعات صغيرة. أكدت تلك المجموعات على التحرك المباشر وجماعات المصالح المتجانسة غير الرسمية، والاستيلاء، بالنسبة للأنشطة الأناركية المالية. ومنهم ينشأ الأناركي المتمرد الإيطالي ألفريدو إم. بونانو متأثرًا بممارسات الأناركي جوسيب لويس فاسيراس المنفي إلى إسبانيا.
يصف أحد المتمردين كيف انتقلت الأفكار من إيطاليا قائلًا: «نمت الأناركية التمردية في الحركة الأناركية باللغة الإنجليزية منذ ثمانينات القرن العشرين، بفضل ترجمات وكتابات جين ويير في دار نشرها «إيليفانت إيديشنز» ومجلتها «التمرد»... اشترك بعض الرفقاء المحليين في فانكوفير في كندا في الصليب الأسود الأناركي ومراكز أناركية اجتماعية محلية، وفي مجلات «لا نزهة» و«نضال أبدي» المتأثرة بمشروعات جين، وكان نتيجة ذلك إعادة إنتاج الأناركية التمردية حتى اليوم في هذه المنطقة. غطت مجلة «سباق التخريب» في مونتريال بعض الأخبار الأناركية التمردية في ذلك الوقت أيضًا.
انتشرت الأفكار التمردية إلى حركة اليسار الجديد في الولايات المتحدة أيضًا، ووجدت غالبًا في المنظمات الثورية الإرهابية، مثل الطقس تحت الأرض (رجال الطقس سابقًا)، وجيش التحرير الأسود، ومنظمة التاسع عشر من مايو الشيوعية. دافع قائد رجال الطقس عن العنف، قائلًا: «علمنا أن مهمتنا قيادة صغار البيض إلى الثورة المسلحة. لم تكن نيتنا قضاء الـ25 عامًا القادمة من حياتنا في السجن. منذ أن أصبحت «طلاب من أجل مجتمع ديمقراطي» منظمة ثورية، حاولنا إظهار إمكانية التغلب على العجز والإحباط الذي ينشأ من محاولات الإصلاح في النظام. يعلم الصغار الآن بالخطوط المرسومة: الثورة تلمس قلوبنا جميعًا. تعلم عشرات الآلاف أن المسيرات والاحتجاجات لا تفعل شيئًا. العنف الثوري هو الطريق الوحيد.»